# Santa Monica '72
Santa Monica '72  è un album dal vivo di David Bowie, registrato a Santa Monica il 20 ottobre 1972, durante lo Ziggy Stardust Tour.

## Storia
Nato come bootleg e mai pubblicato per 20 anni, raccoglie una track list di 18 canzoni registrate ben 9 mesi prima del più celebre album live Ziggy Stardust - The Motion Picture, del 1983.
Considerato dalla critica superiore al sopracitato album per qualità sonora e tracce proposte, ad oggi è ritirato dal commercio, non essendo mai stato approvato dal cantante britannico.
La versione ufficiale del concerto proposto in questo album si può trovare in Live Santa Monica '72, pubblicato il 30 giugno 2008.

## Tracce
- Tutte le canzoni sono opera di David Bowie, eccetto dove indicato diversamente.

1. Intro – 0:15
2. Hang On to Yourself – 2:47
3. Ziggy Stardust – 3:24
4. Changes – 3:32
5. The Supermen – 2:57
6. Life on Mars? – 3:28
7. Five Years – 5:21
8. Space Oddity – 5:22
9. Andy Warhol – 3:58
10. My Death (Jacques Brel, Mort Shuman) – 5:56
11. The Width of a Circle – 10:39
12. Queen Bitch – 3:01
13. Moonage Daydream – 4:38
14. John, I'm Only Dancing – 3:36
15. I'm Waiting for the Man (Lou Reed) – 6:01
16. The Jean Genie – 4:02
17. Suffragette City – 4:25
18. Rock 'n' Roll Suicide – 3:17

## Formazione
- David Bowie – voce, chitarra
- Mick Ronson – voce, chitarra
- Trevor Bolder – basso
- Mick "Woody" Woodmansey – batteria
- Mike Garson – piano